# Boiscommun
Boiscommun ist eine französische Gemeinde mit 1.142 Einwohnern (Stand 1. Januar 2022) im Département Loiret in der Region Centre-Val de Loire. Sie gehört zum Arrondissement Pithiviers und zum Kanton Le Malesherbois.
1973 wurde die Nachbargemeinde Chemault (INSEE-Code 45090) mit Boiscommun „assoziiert“, ohne formell aufgelöst zu werden. Chemault liegt am Fluss Rimarde.

## Lage
Die Gemeinde Boidcommun liegt 20 Kilometer südöstlich von Pithiviers und 28 Kilometer westnordwestlich von Montargis. Nachbargemeinden von Boiscommunm sind Saint-Michel im Norden, Montbarrois im Nordosten, Saint-Loup-des-Vignes im Osten, Montliard im Südosten, Nibelle im Süden und Südwesten sowie Nancray-sur-Rimarde im Westen und Nordwesten.

## Bevölkerungsentwicklung
| Jahr                       | 1962 | 1968 | 1975 | 1982 | 1990 | 1999 | 2006 | 2012 | 2022 |
| Einwohner                  | 905  | 873  | 841  | 807  | 923  | 1045 | 1153 | 1132 | 1142 |
| Quellen: Cassini und INSEE |      |      |      |      |      |      |      |      |      |

## Sehenswürdigkeiten
- Kirche Notre-Dame, Monument historique
- Kapelle Saint-Lazare, Monument historique
- Schloss Chemault

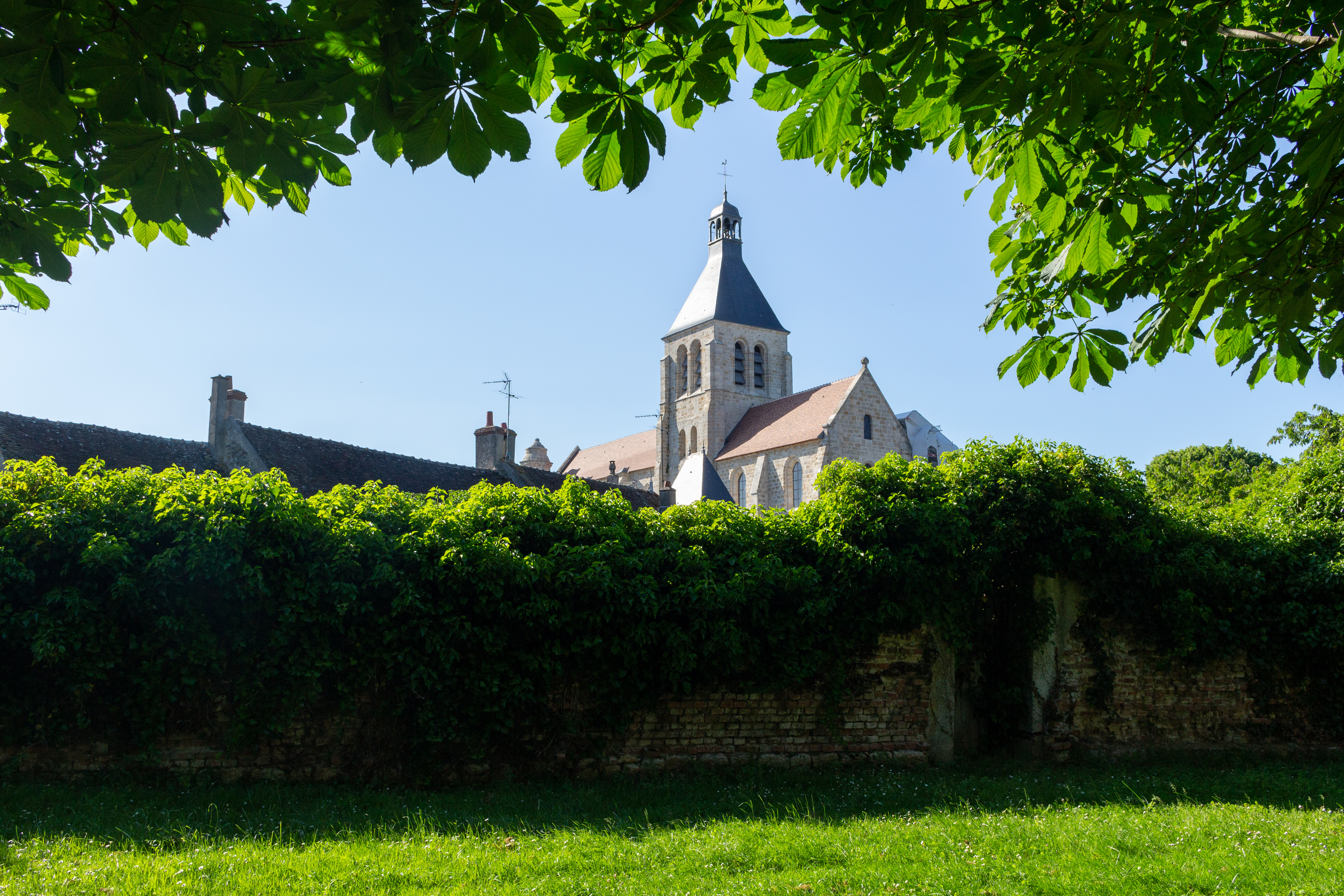
Kirche Notre-Dame
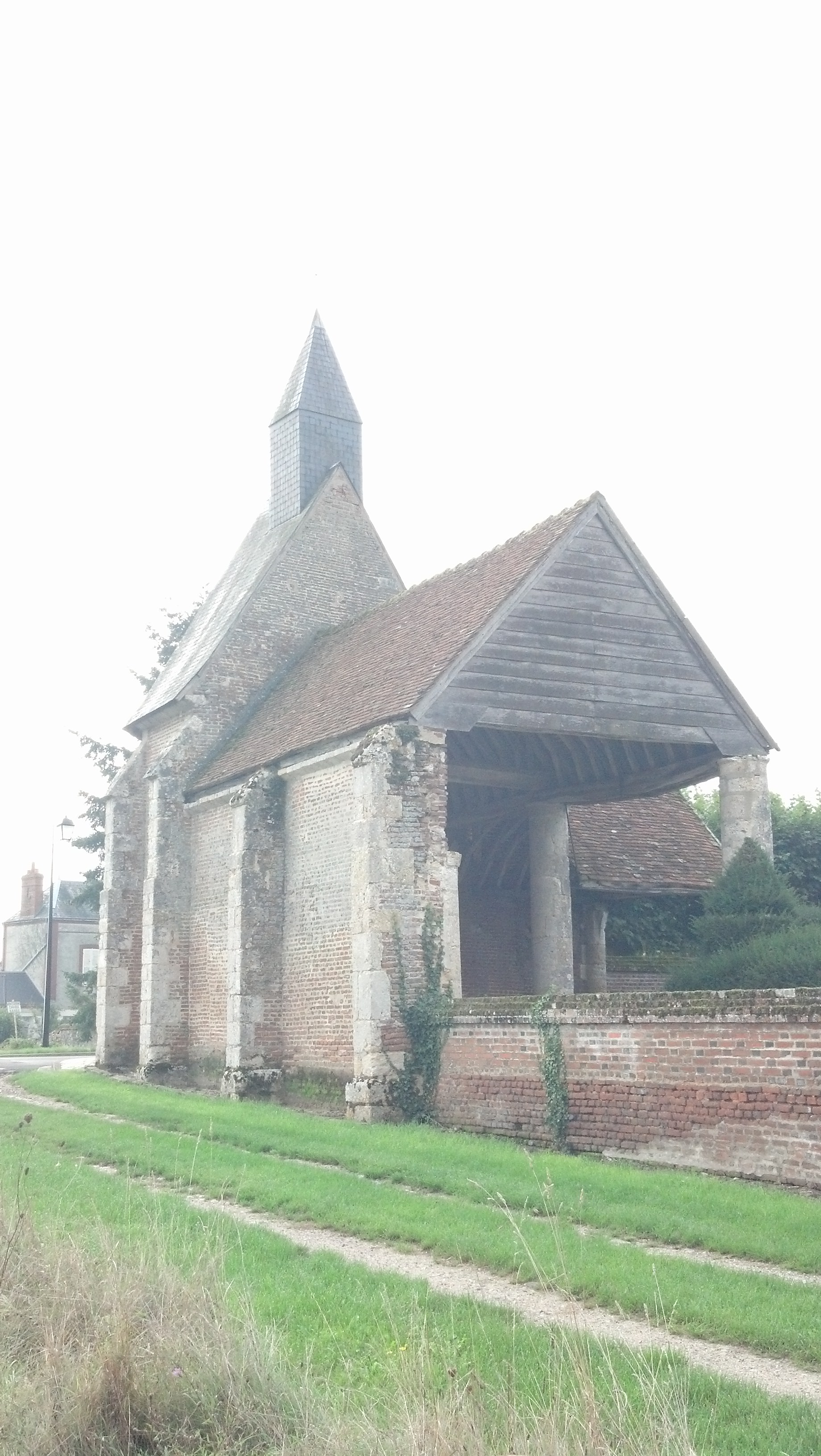
Kapelle Saint-Lazare
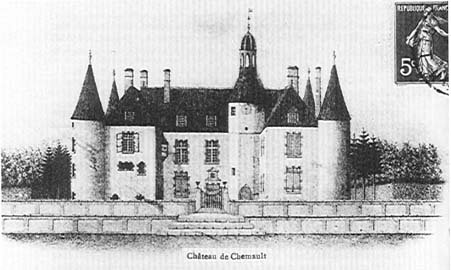
Schloss Chemault um 1850

## Persönlichkeiten
- Paul Lebeau (1868–1959), Chemiker